# Lust, Caution
Pour plus de détails, voir Fiche technique et Distribution.
Lust, Caution ou Désir, danger au Québec (色、戒, en pinyin Sè, Jiè) est un film sino-américain réalisé par Ang Lee, sorti en 2007. Il est présenté pour la première fois à la 64e Mostra de Venise où il remporte le Lion d'or du meilleur film.
C'est l'adaptation d'une nouvelle éponyme de 1950, écrite par Eileen Chang, prétendument fondée sur des faits réels qui se seraient déroulés en 1939-1940. Les Éditions Robert Laffont ont publié une version de cette nouvelle traduite en français à l'occasion de la sortie du film.

## Synopsis
En 1938, à Hong Kong, pendant l'occupation de la Chine par les Japonais, six étudiants idéalistes et nationalistes, qui se sont rencontrés en interprétant une pièce patriotique, complotent pour assassiner le politicien Yee, qui collabore avec l'occupant nippon. Ils sont naïfs, sans réelle conviction politique et leur conspiration relève plus du théâtre amateur que du terrorisme. Ils vont être brutalement confrontés au monde réel et amenés à sacrifier bien plus que ce à quoi ils étaient prêts. Parmi eux, la jeune Wong Chia Chi est désignée pour séduire Yee et l'attirer dans un traquenard organisé par le groupe. Or elle est encore vierge. Pour être crédible dans son rôle de femme fatale, elle se laisse déflorer et se « perfectionne » avec un condisciple.
Shanghai, trois ans plus tard. Leur tentative a avorté mais une occasion de reprendre leur plan se présente car Yee est maintenant ministre dans le gouvernement collaborateur de Wang Jingwei. Ils sont recrutés par les services secrets du Kuomintang. Afin d'entrer dans l'intimité de sa cible, Wong Chia Chi se lie d'amitié avec son épouse oisive en participant à des parties de Mah-jong organisées par la maîtresse de maison, puis parvient à prendre le mari dans ses rets. Ce dernier, courtois et raffiné en public, défoule sur elle ses pulsions dominatrices et sadiques. Au début méfiant, il se laisse pourtant amadouer par la douceur et l'équanimité de la jeune femme.
La victime consentante se retrouve malgré elle envoûtée par son bourreau. Pour ne pas être démasquée, elle s'est pleinement investie dans son rôle, au point de ne plus distinguer sa vraie personnalité du simulacre. Quand elle rend compte à ses supérieurs, c'est d'une voix sans timbre, qui masque la passion qu'elle manifeste lors des ébats sauvages avec son amant. Lorsqu'il devient évident que Yee est sincèrement épris d'elle, elle va devoir choisir entre deux loyautés, son pays ou l'homme qui s'est métamorphosé à son contact.

## Fiche technique
- Titre original : Sè, Jiè (色、戒)
- Titre français et anglophone : Lust, Caution
- Titre québécois : Désir, danger
- Scénario : Wang Hui-Ling
- Photographie : Rodrigo Prieto
- Montage : Tim Squyres
- Musique : Alexandre Desplat
- Production : Ang Lee, William Kong, James Schamus
- Sociétés de production : River Road Entertainment, Haishang Films et Sil-Metropole Organisation
- Distribution : Focus Features (États-Unis)
- Pays d'origine :  Taïwan,  Chine,  États-Unis
- Langues originales : mandarin, shanghaïen, cantonais, mandarin standard du Sichuan, japonais, hindi, anglais
- Genre : Drame, thriller, historique, guerre
- Durée : 156 minutes
- Dates de sortie :
  - États-Unis : 28 septembre 2007
  - France : 16 janvier 2008
  - Belgique : 30 janvier 2008
- Classification :
  - États-Unis : NC-17 for some explicit sexuality
  - France : interdit aux moins de 12 ans

## Distribution
- Tony Leung Chiu-wai (V.Q. : Patrice Dubois) : Monsieur Yee
- Tang Wei (V.Q. : Pascale Montreuil) : Wang Jiazhi (Wong Chia Chi) / Mak Tai Tai
- Joan Chen (V.Q. : Hélène Mondoux) : Yee Tai Tai
- Wang Lee-hom (V.Q. : Martin Watier) : Kuang Yu Min
- Chung-Hua Tou (V.Q. : Manuel Tadros) : Wu
- Chu Chih-Ying (V.F : Céline Ronté ; V.Q. : Magalie Lépine-Blondeau) : Lai Shu Jin
- Yin-Hsuan Kao (V.Q. : Alexandre Fortin) : Huang Lei
- Ko Yu-Luen (V.Q. : Guillaume Champoux) : Liang Jun Sheng
- Johnson Yuen (V.Q. : Alexis Lefebvre) : Auyang Ling Wen
- Chin Ka-lok (V.Q. : François Godin) : Tsao
- Tony Wang : Wang Lingguang
- Yan Su (V.Q. : Lisette Dufour) : Ma Tai Tai
- Anupam Kher : Khallid Shayudin, le bijoutier indien
- Jie Liu (V.Q. : Johanne Garneau) : Leung Tai Tai
- Shyam Pathak : vendeur de la bijouterie
- Xu Xin : l'infirmière An
- Wang Hui-Ling : Liao Tai Tai

Source et légende : Version québécoise (V. Q.) sur Doublage QC.

## Accueil
Aux États-Unis, la Motion Picture Association of America l'a interdit aux moins de 17 ans en raison de ses scènes sexuelles très crues. Le réalisateur a déclaré qu'il ne chercherait pas à modifier ce classement. Ang Lee avait d'ailleurs insinué que certaines scènes torrides seraient en partie non simulées.
L'annonce du Lion d'or décerné au film à la Mostra de Venise a été sifflée et certains ont reproché au président du jury, Zhang Yimou, d'avoir favorisé son compatriote.
En République populaire de Chine, une version expurgée des scènes de sexe a été distribuée par les circuits officiels. Des copies de la version complète éditée à Hong Kong sont disponibles sur le marché parallèle dans la rue. Outre la controverse historique sur le sujet délicat du patriotisme, les autorités chinoises ont recommandé que l'actrice Tang Wei soit mise à l'écart de toute production ou manifestation, en partie en raison du caractère érotique de son rôle.